# 上坝土家族乡
上坝土家族乡是中华人民共和国贵州省遵义市道真仡佬族苗族自治县下辖的一个民族乡。

## 行政区划
上坝土家族乡下辖以下村级行政区划单位：
八一村、新田坝村和双河村。